# Ивановка (Нижнегорский район)
Ива́новка (до 1948 года Бешкуртка́ и Ива́новка; укр. Іванівка, крымскотат. Cağa Beş Qurtqa, Джагъа Беш Къурткъа) — село в Нижнегорском районе Крыма, центр Ивановского сельского поселения (согласно административно-территориальному делению Украины — Ивановского сельского совета Автономной Республики Крым).

## Население
| 2001 | 2014 |
| ---- | ---- |
| 526  | ↘400 |

Всеукраинская перепись 2001 года показала следующее распределение по носителям языка
| Язык             | Процент |
| ---------------- | ------- |
| русский          | 73.19   |
| крымскотатарский | 21.1    |
| украинский       | 4.94    |
| другие           | 0.57    |

### Динамика численности
| - 1864 год — 224 чел. - 1889 год — 123 чел. - 1892 год — 121 чел. - 1900 год — 125 чел. - 1915 год — 183/5 чел. | - 1926 год — 201 чел. - 1989 год — 455 чел. - 2001 год — 526 чел. - 2014 год — 400 чел. |

## Современное состояние
На 2017 год в Ивановке числится 7 улиц и 1 переулок; на 2009 год, по данным сельсовета, село занимало площадь 118,3 гектара на которой, в 160 дворах, проживал 481 человек. В селе действуют средняя школа, детский сад «Теремок», отделение почты России, сельский дом
культуры библиотека-филиал № 31. Ивановка связана автобусным сообщением с Симферополем, райцентром и соседними населёнными пунктами.

## География
Ивановка — село в центре района, в степном Крыму, на левом берегу реки Биюк-Карасу, на шоссе Белогорск — Нижнегорский, высота центра села над уровнем моря — 36 м. Соседние сёла: примыкающе с юга Заречье и на другом берегу реки Тамбовка. Расстояние до райцентра — около 9 километров (по шоссе), там же ближайшая железнодорожная станция — Нижнегорская (на линии Джанкой — Феодосия). Транспортное сообщение осуществляется по региональной автодороге 35Н-016 Нижнегорский — Белогорск (по украинской классификации — Т-0-112).

## История
Впервые в доступных источниках поселение встречается на карте 1836 года, на которой в русской деревне Бешкуртка 7 дворов, а на карте 1842 года Бешкуртка Русская обозначена условным знаком «малая деревня», то есть, менее 5 дворов. В 1860-х годах, после земской реформы Александра II, деревню приписали к Шейих-Монахской волости. Согласно «Списку населённых мест Таврической губернии по сведениям 1864 года», составленному по результатам VIII ревизии 1864 года, Джага-Бешкуртка (или Ново-Ивановка) — владельческая русская и татарская деревня с 35 дворами и 224 жителями при реке Биюк-Кара-Су — были эти данные общими с Джага-Бешкуртой, или только о будущей Ивановке, не ясно. На трёхверстовой карте 1865—1876 года деревня обозначена как Ново-Ивановка с 24 дворами. В «Памятной книге Таврической губернии 1889 года», по результатам Х ревизии 1887 года, в деревне Ново-Ивановка числилось 15 дворов и 123 жителя. По «…Памятной книжке Таврической губернии на 1892 год» в деревне Бешкуртка-Ивановка, входившей в Бешкуртка-Ивановское сельское общество, числился 121 житель в 16 домохозяйствах.
После земской реформы 1890-х годов деревню приписали к Андреевской волости. По «…Памятной книжке Таврической губернии на 1900 год» в деревне Бешкуртка-Ивановка, входившей в Бешкуртка-Ивановское сельское общество, числилось 125 жителей в 11 дворах. По Статистическому справочнику Таврической губернии. Ч.II-я. Статистический очерк, выпуск пятый Феодосийский уезд, 1915 год, в селе Бешкуртка-Ивановка Андреевской волости Феодосийского уезда числилось 28 дворов (16 дворов с землёй, 12 — безземельные) с русским населением в количестве 183 человек приписных жителей и 5 — «посторонних», из которых 98 мужчин и 90 женщин. Жители владели 69 десятинами удобной земли. В хозяйствах имелось 57 лошадей, 36 волов, 18 коров и 58 голов мелкого скота.
После установления в Крыму Советской власти, по постановлению Крымревкома от 8 января 1921 года была упразднена волостная система и село вошло в состав Ичкинского района Феодосийского уезда, а в 1922 году уезды получили название округов. 11 октября 1923 года, согласно постановлению ВЦИК, в административное деление Крымской АССР были внесены изменения, в результате которых округа были отменены, Ичкинский район упразднили, включив в состав Феодосийского в состав которого включили и село. Согласно Списку населённых пунктов Крымской АССР по Всесоюзной переписи 17 декабря 1926 года, в селе Бешкуртка (Ивановка), Желябовского сельсовета (в котором село состояло до 1977 года) Феодосийского района, числилось 45 дворов, все крестьянские, население составляло 201 человек, из них 196 русских, 2 болгарина, 2 татарина и 1 украинец. Постановлением ВЦИК «О реорганизации сети районов Крымской АССР» от 30 октября 1930 года был создан Сейтлерский район (по другим сведениям 15 сентября 1931 года) и село передали в его состав. В том же году образован колхоз «Восход». По данным всесоюзной переписи населения 1939 года в селе проживало 38 человек.

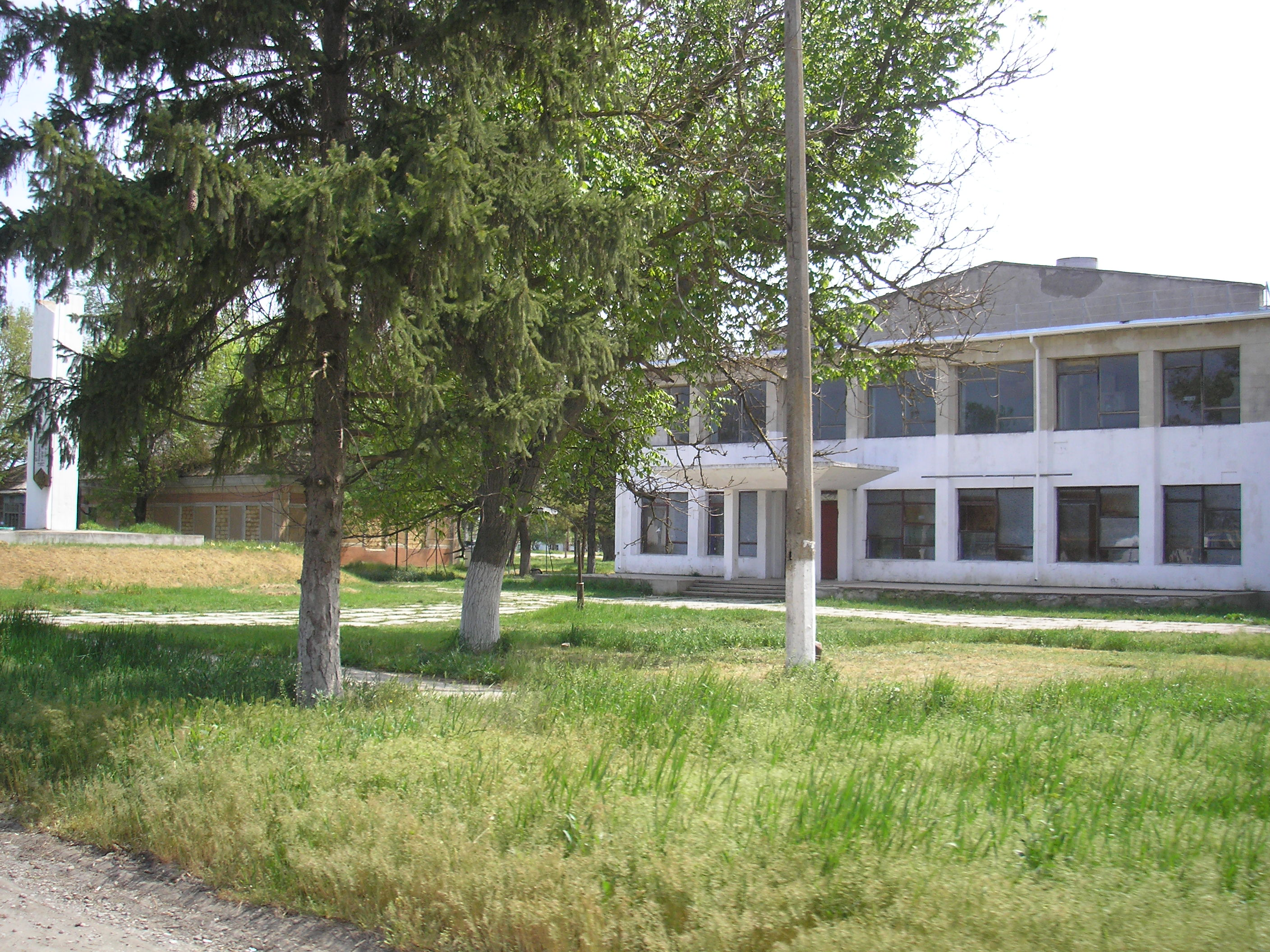
Дом культуры и памятный знак

В годы Великой Отечественной войны на фронтах и в партизанских отрядах сражались многие жители Ивановки, 138 из них погибли. В их честь в 1985 году в центре села, у дома культуры, установлен памятный знак работы архитектора И. М. Елизарова в виде двух вертикальных стел и символа вечного огня с мемориальными досками, на которых выбиты фамилии погибших. В том же году в мемориал из Тарасовки были перезахоронены красноармейцы, погибшие в ноябре 1941 года при обороне Крыма (фамилии четверых установлены). Постановлением Совета министров Республики Крым № 627 от 20 декабря 2016 года памятник отнесён к категории объектов культурно-исторического наследия России регионального значения.
После освобождения Крыма от фашистов, 12 августа 1944 года было принято постановление № ГОКО-6372с 12 августа 1944 года было принято постановление № ГОКО-6372с «О переселении колхозников в районы Крыма» и в сентябре 1944 года в район приехали первые новоселы (320 семей) из Тамбовской области, а в начале 1950-х годов последовала вторая волна переселенцев из различных областей Украины. С 25 июня 1946 года Ивановка в составе Крымской области РСФСР Указом Президиума Верховного Совета РСФСР от 18 мая 1948 года, Бешкуртку объединили с Ивановкой с названием Ивановка. В 1950 году, слиянием колхозов «Восход», «ІІІ пятилетка» (село Тамбовка) и «Путь Ленина» (село Заречье) образован колхоз имени В. И. Ленина. 26 апреля 1954 года Крымская область была передана из состава РСФСР в состав УССР. В 1959 году колхоз им. В. И. Ленина объединен с колхозом им. ХХІ съезда (в селе Желябовка), но затем вновь выделено самостоятельное хозяйство с новым названием — «За мир». До 1977 года Ивановка входила в состав Желябовского сельсовета, в первой половине 1977 был создан Ивановский. По данным переписи 1989 года в селе проживало 455 человек. С 12 февраля 1991 года село в восстановленной Крымской АССР, 26 февраля 1992 года переименованной в Автономную Республику Крым. С 21 марта 2014 года в составе Крыма аннексирована Россией.